# Téléport de Rambouillet

Le téléport de Rambouillet est une station terrestre de télécommunications par satellite située en France, sur les communes d'Auneau-Bleury-Saint-Symphorien et de Prunay-en-Yvelines, à 10 km au sud de Rambouillet. Appartenant historiquement à France Télécom, il est racheté en 2004 par Eutelsat.

## Histoire
Dès la fin de la Seconde Guerre mondiale, le site est utilisé pour communiquer par radio avec des sous-marins. Il sera ensuite choisi en 1966 par les PTT pour héberger un centre de transmissions télégraphiques,.
C'est en 1983 que la première antenne satellite y est installée. En 2004, France Télécom vend le téléport à Eutelsat.

## Situation géographique

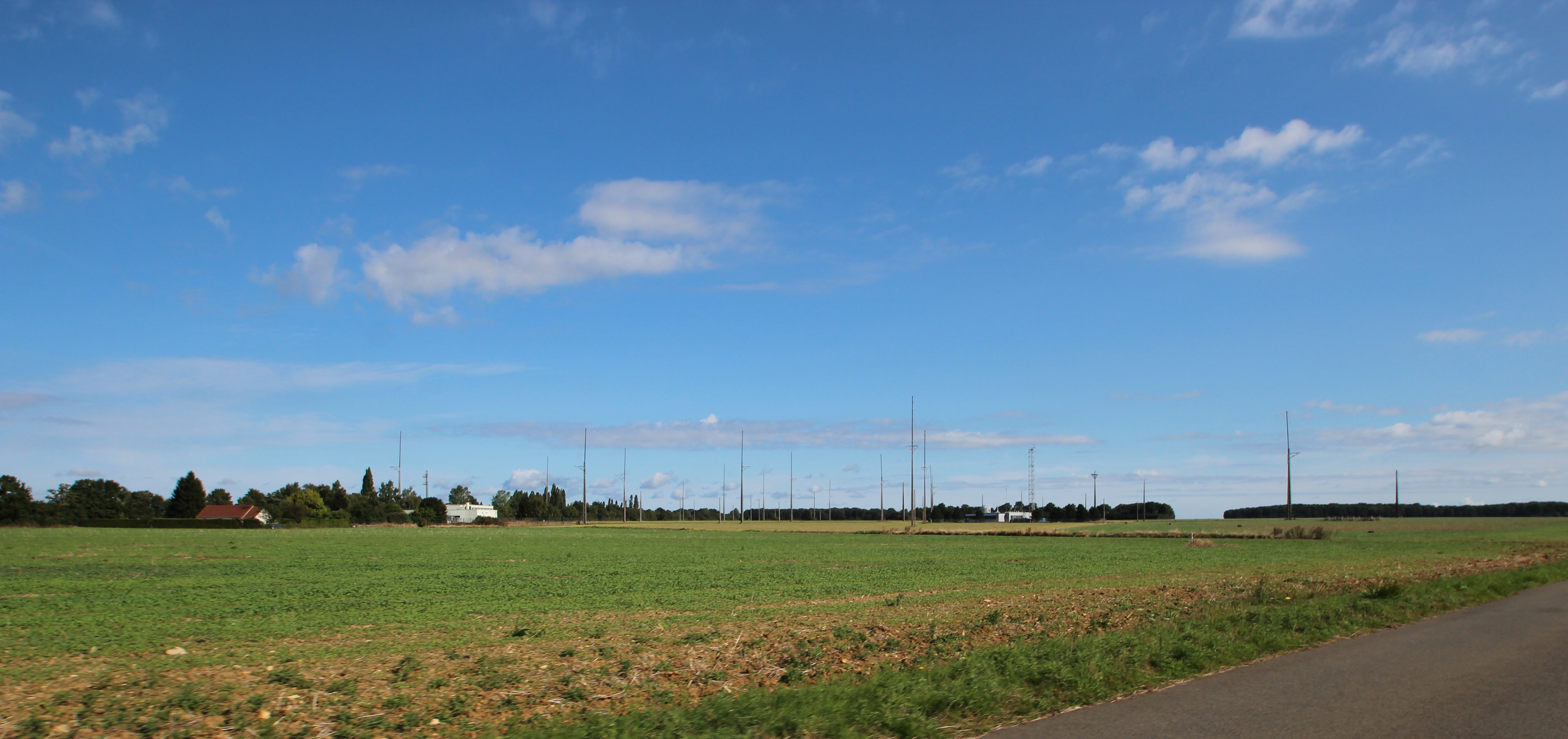
Le site de l'ANFR, situé en face du téléport.

Le téléport se situe sur le lieu-dit la Grande Touche, à cheval sur les communes de Auneau-Bleury-Saint-Symphorien (Saint-Symphorien-le-Château avant 2012, Bleury-Saint-Symphorien de 2012 à 2015) et de Prunay-en-Yvelines (Prunay-sous-Ablis avant 1979), les départements d'Eure-et-Loir et des Yvelines, les régions Île-de-France et Centre-Val de Loire, mais aussi aux confins des régions naturelles de la Beauce et du Hurepoix.
Selon Eutelsat, sa situation est loin d'être hasardeuse : situé à environ 200 m d'altitude, sur un plateau surélevé sans obstacles naturels, il se trouve par ailleurs au cœur d'un « parapluie de protection » où aucune source de brouillage proche ne perturbe l'environnement électromagnétique (vraisemblablement une servitude).
Il se trouve voisin d'un centre de radiogoniométrie occupé par l'Agence nationale des fréquences (ANFR).

## Activités
En 2012, le site héberge un champ de 200 antennes sur 10 ha, et contrôle 28 des satellites d'Eutelsat. Il ne comptait que 35 antennes lors de son rachat en 2004. La plus imposante, héritée de l'opérateur historique, mesure 18 m de diamètre, mais a été arrêtée en 2010,.
En 2014, 95 salariés de 14 nationalités y travaillent.
Ses principales fonctions sont la diffusion télévisuelle, au service de satellites diffusant quelque 4500 chaînes de télévision à plus de 200 millions de spectateurs, mais aussi l'octroi de capacité de retransmission aux journalistes de chaînes sur le terrain. Il fait également partie des dix stations de sol (dont deux de secours) qui alimentent KA-SAT.

### Infrastructures
Alimenté par les deux réseaux électriques d'Eure-et-Loir et des Yvelines, il est sauvegardé par trois générateurs auxiliaires.